# Hans-Wilhelm Kufferath
Hans-Wilhelm Kufferath (* 11. September 1939 in Oldenburg; † 3. Mai 2016 in Bremen) war ein deutscher Violoncellist.

## Leben
Hans-Wilhelm Kufferath wurde als Sohn von Hans Kufferath und Enkel von Wilhelm Kufferath geboren, die beide als Solocellisten am Großherzoglichen Hoftheater bzw. am Staatstheater in Oldenburg tätig waren. Bereits seit dem 19. Jahrhundert hatte die Familie Kufferath in Deutschland und Belgien zahlreiche Musiker hervorgebracht, u. a. die Sopranistin Antonia Kufferath (1857–1939), die Violoncellistin Elisa Kufferath (1875–?), die Komponisten Johann Hermann Kufferath (1797–1864), Louis Kufferath (1811–1882) und Hubert Ferdinand Kufferath (1818–1896) sowie den Musiker und Musikkritiker Maurice Kufferath (1852–1919).
Hans-Wilhelm Kufferath begann das Cellospiel mit 13 Jahren, studierte zunächst in Bremen bei Paul Zingel und anschließend in Saarbrücken in der Meisterklasse von Maurice Gendron (1920–1990). 1964 wurde er Solocellist in Wilhelmshaven, um ein Jahr später die Nachfolge seines Vaters am Oldenburgischen Staatstheater anzutreten. Von 1969 bis 2004 wirkte er als Solocellist im Bremer Philharmonischen Staatsorchester (heute: Bremer Philharmoniker). Er war Mitglied des von Franz-Josef Kupczyk gegründeten "Kupczyk-Quartetts", das mit Josef Bayerlein (2. Violine) und Rainer Hoffmann (Viola) im Bremer Kulturleben eine wichtige Rolle spielte und auch international tätig war. 1978 begründete Kufferath die „Kammermusik am Sonntagmorgen“, die mit über 200 Konzerten 27 Jahre lang im Packhaustheater Bremen stattfand.
Von 1970 an unterrichtete Kufferath an der Hochschule für Künste in Bremen, wo er zeitweilig auch das Hochschulorchester leitete. 1971 erreichte ihn der Ruf auf den Grünen Hügel in Bayreuth. Über 30 Jahre war er Mitglied des Festspielorchesters und arbeitete mit Dirigenten wie Carlos Kleiber, Georg Solti, James Levine und Daniel Barenboim zusammen.
2004 übernahm er die Leitung des Neuen Kammerorchesters Bremen. Während eines Konzertes, das Hans-Wilhelm Kufferath am 1. Mai 2016 mit diesem Orchester dirigierte, erlitt er einen Herzinfarkt, dem er zwei Tage später erlag.
Seine Tochter Juliane Kufferath (geb. 1968) ist Malerin. Seine Nichte Elisabeth Kufferath (geb. 1969) ist Geigerin und Professorin an der Hochschule für Musik, Theater und Medien in Hannover.